# Pranie
Pranie [ˈpraɲe] (deutsch Pranie, 1908 bis 1945 Seehorst) ist ein kleiner Ort in der polnischen Woiwodschaft Ermland-Masuren, der zur Gmina Ruciane-Nida (Stadt- und Landgemeinde Rudczanny/Niedersee-Nieden) im Powiat Piski (Kreis Johannisburg) gehört.

## Geographische Lage
Pranie (auch: Leśniczówka Pranie) liegt am Westufer des Niedersees (polnisch Jezioro Nidzkie) im südlichen Osten der Woiwodschaft Ermland-Masuren, 21 Kilometer westlich der Kreisstadt Pisz (deutsch Johannisburg).

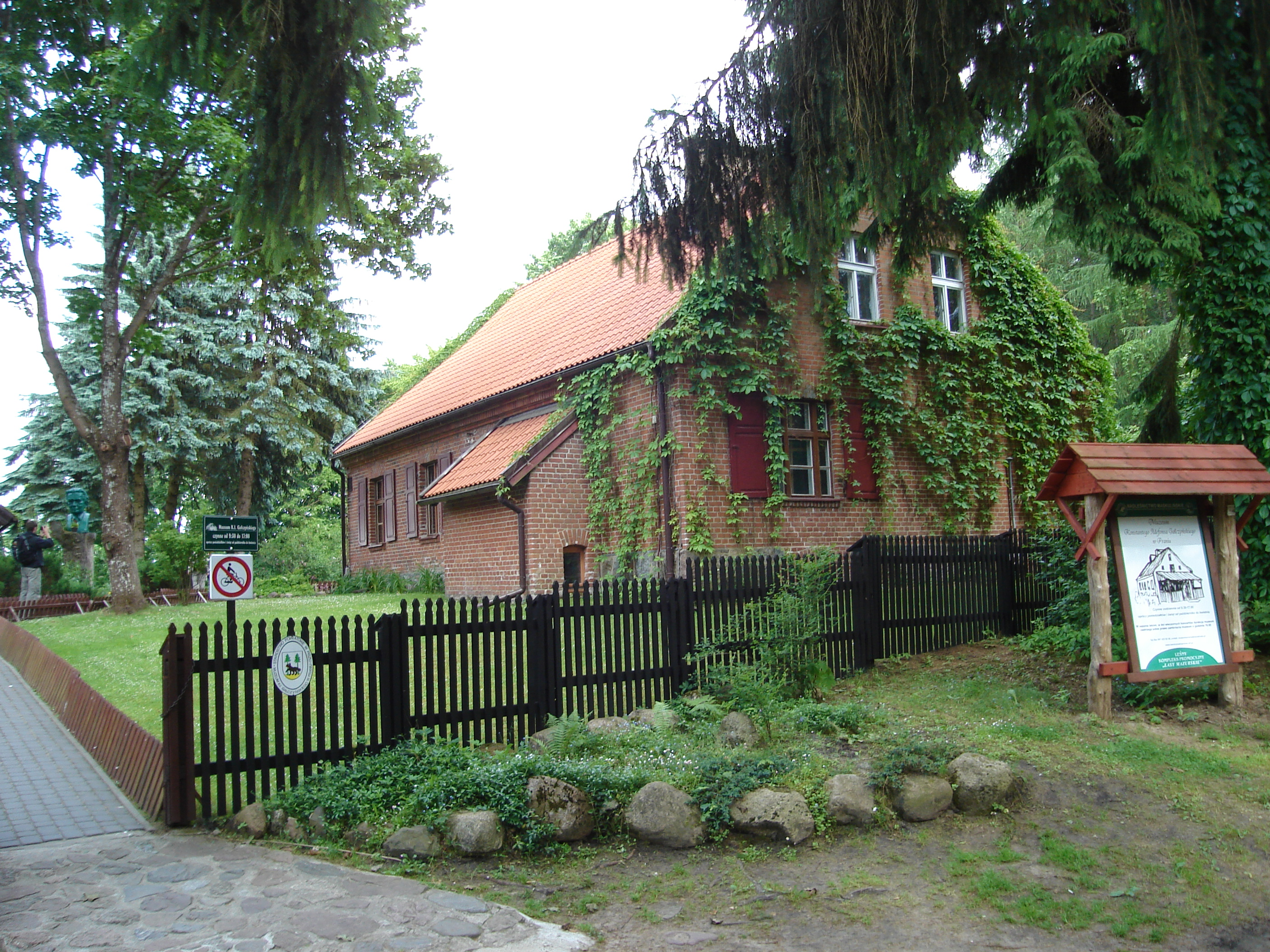
Forstamt Pranie

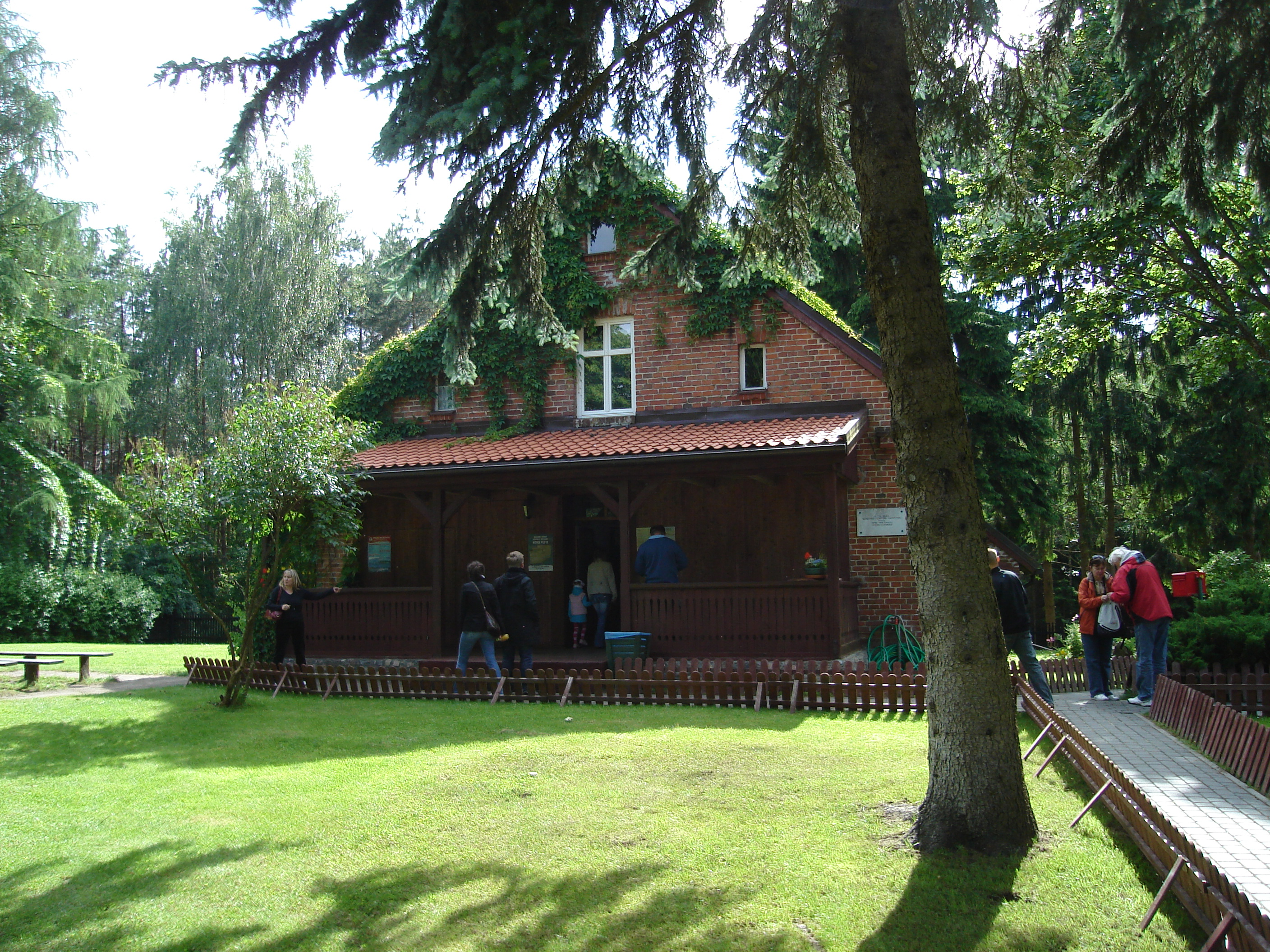
Konstanty-Ildefons-Gałczyński-Museum in Pranie

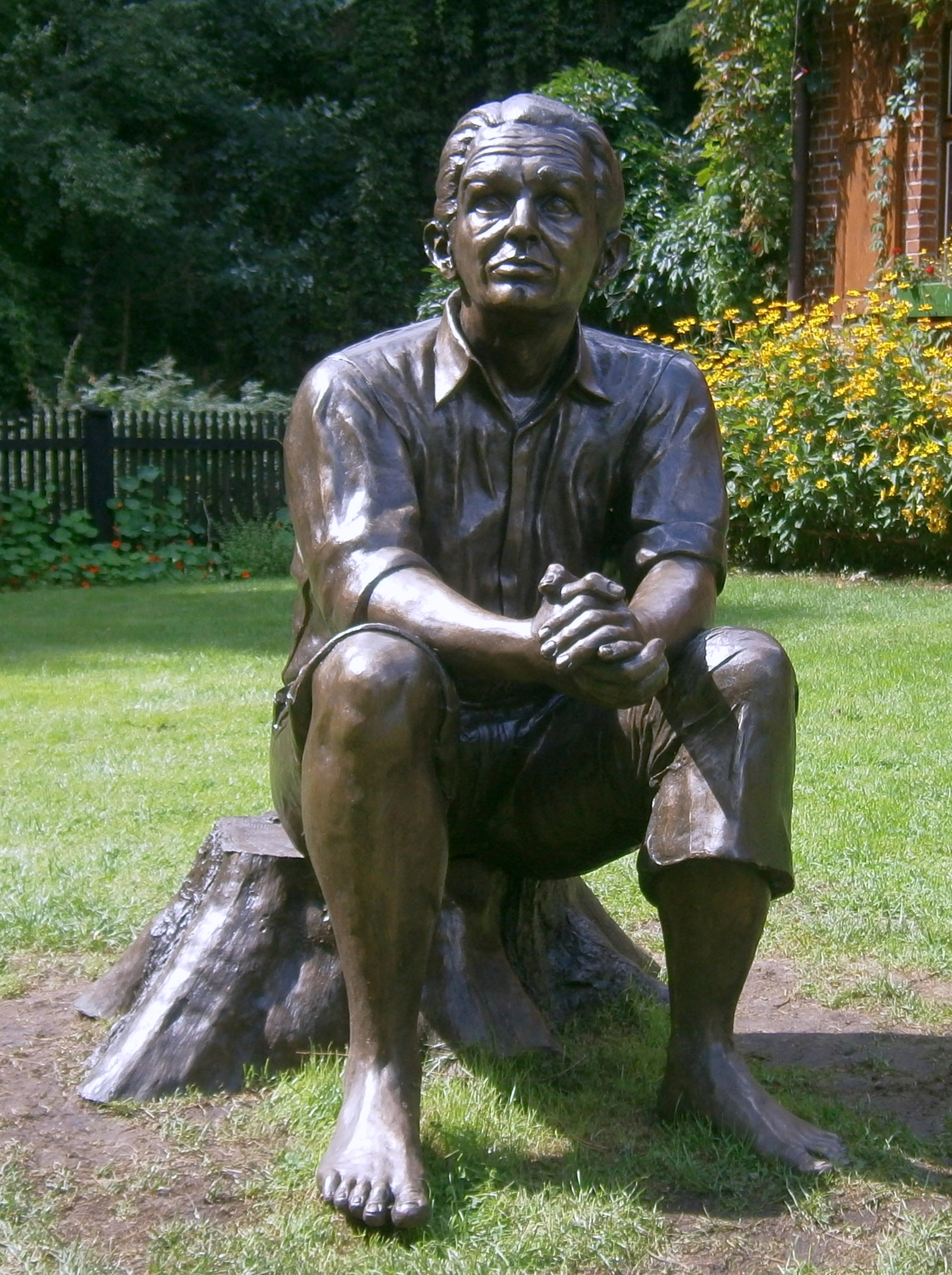
Gałczyński-Denkmal

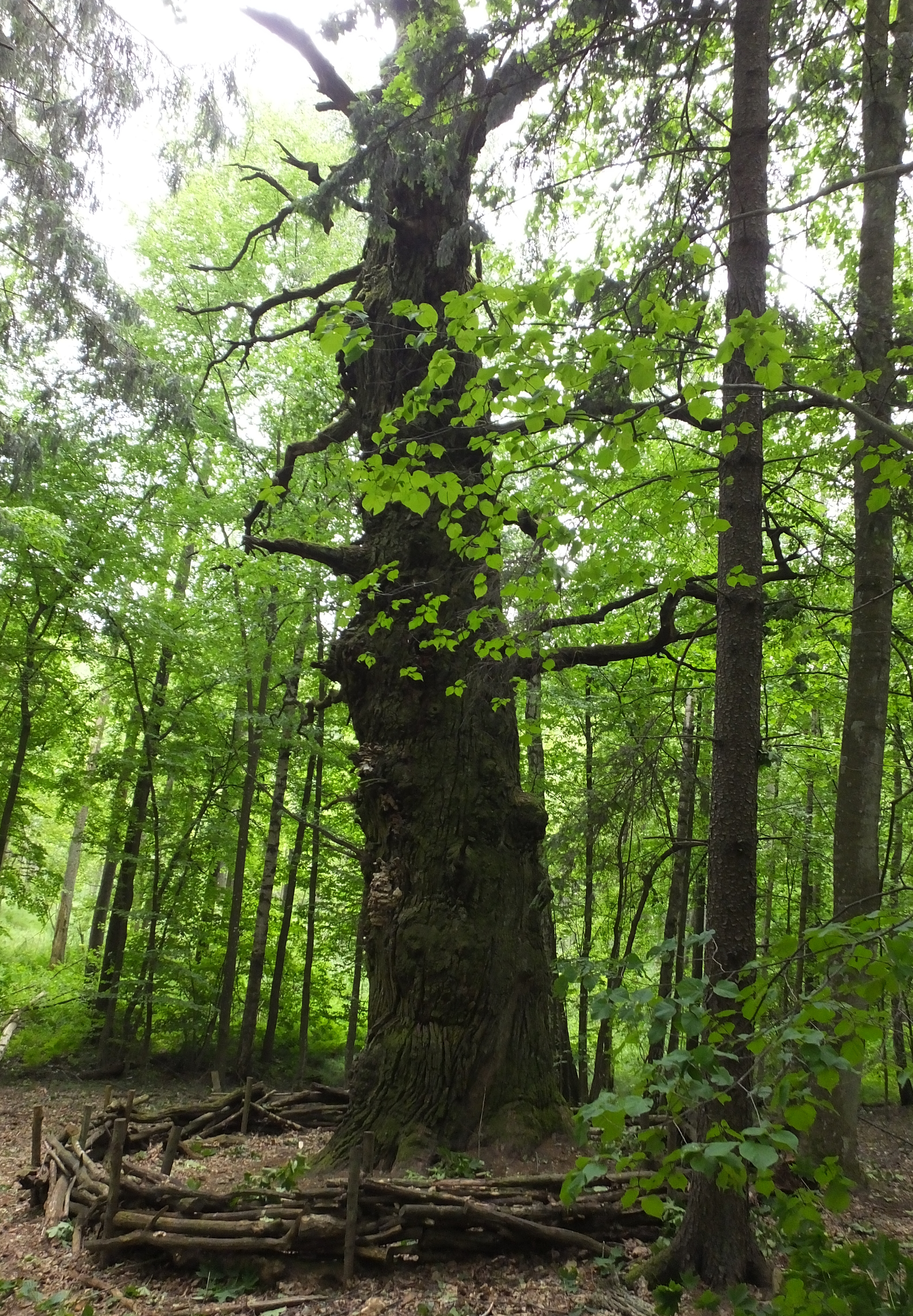
Eiche-Naturdenkmal am Śladami-Gałczyński-Lehrpfad

## Geschichte
Die als Försterei gegründete heutige Forstsiedlung (polnisch Osada leśna) Pranie entstand im Jahre 1822. Am 1. Dezember 1905 gehörte das Forsthaus Pranie mit zwei Häusern und fünf Einwohnern zum Gutsbezirk Oberförsterei Kurwien (polnisch Karwica). Als Wohnplatz war es bis 1945 in die Landgemeinde Kreuzofen (polnisch Krzyże) integriert. Pranie gehörte somit zum Kreis Johannisburg im Regierungsbezirk Gumbinnen (ab 1905: Regierungsbezirk Allenstein) in der preußischen Provinz Ostpreußen. Am 19. September 1908 wurde Pranie in „Seehorst“ umbenannt.
1945 kam der kleine Ort in Kriegsfolge zusammen mit dem gesamten südlichen Ostpreußen zu Polen und erhielt als polnische Namensform die historische Bezeichnung „Pranie“ zurück. Vielfach wird auch der Name „Leśniczówka Pranie“ gebraucht. Pranie ist heute eine Ortschaft im Verbund der Stadt- und Landgemeinde Ruciane-Nida (Rudczanny/Niedersee-Nieden) im Powiat Piski (Kreis Johannisburg), bis 1998 der Woiwodschaft Suwałki, seither der Woiwodschaft Ermland-Masuren zugehörig.

## Kultur und Sehenswürdigkeiten

### Gałczyński-Museum
1980 wurde das Muzeum Konstanty Ildefonsa Gałczyński w Pranie eröffnet, das in Pranie an den polnischen Schriftsteller und Heimatdichter Konstanty Ildefons Gałczyński erinnert. Er lebte von 1905 bis 1953 und verbrachte im alten Forsthaus Pranie alias Seehorst gerne seinen Sommerurlaub.

### Naturlehrpfad
Rund um Ort und Forst Pranie verläuft der Ścieżka dydaktyczna Śladami Gałczyńskiego (Lehrpfad "auf den Spuren Gałczyńskis"). Er führt u. a. durch alte Forstbestände und vorbei an dem Naturdenkmal einer Eiche.

## Religionen
Kirchlich war Pranie resp. Seehorst bis 1945 in die evangelische Kirche Kurwien (polnisch Karwica) in der Kirchenprovinz Ostpreußen der Kirche der Altpreußischen Union sowie in die römisch-katholische Kirche Johannisburg (Pisz) im Bistum Ermland eingepfarrt. Heute gehört Pranie katholischerseits zur Kirche in Krzyże (Kreuzofen), einer Filialkirche der Pfarrei Trójcy Świętej in Ruciane-Nida im Bistum Ełk der polnischen katholischen Kirche. Die evangelischen Einwohner sind nach Pisz (Johannisburg) in der Diözese Masuren der Evangelisch-Augsburgischen Kirche in Polen einbezogen.

## Verkehr
Pranie ist über die Station Ruciane Nida Zachód (bis 1945: Nieden) in das Eisenbahnnetz der Polnischen Staatsbahn (PKP) mit der Bahnstrecke Olsztyn–Ełk (deutsch Allenstein–Lyck) integriert. Straßenverkehrstechnisch ist Pranie ist über eine Nebenstraße zu erreichen, die vom Stadtteil Nida der Gmina Ruciane-Nida über Krzyże nach Karwica führt.